# Tycherus macilentus
Tycherus macilentus là một loài tò vò trong họ Ichneumonidae.